# Jean M. Bosser
 Jean-Michel Bosser, o Jean-Marie Bosser (23 de diciembre de 1922 - 6 de diciembre de 2013) fue un botánico, e ingeniero agrónomo mauriciano, especialista en orquídeas.

## Algunas publicaciones
- 2000. pdf Contribution à l'étude des Orchidaceae de Madagascar et des Mascareignes. XXIX. Révision de la section Kainochilus du genre Bulbophyllum. Adansonia 22(2) 167-182

- 2000. Bosser JM; D Florens. pdf Syzygium guehoi ( Myrtaceae ), nouvelle espèce de l'île Maurice. Adansonia 22(2) 183-186

- 2001. Bosser JM; P Cribb. Trois nouvelles espèces de Bulbophyllum ( Orchidaceae ) de Madagascar. Adansonia 23(1) 129-135 pdf en línea

- 2002. Bosser JM. Contribution à l'étude des Orchidaceae de Madagascar, des Comores et des Mascareignes. XXXII. Un Cynorkis nouveau des Comores et un Eulophia nouveau de La Réunion. Adansonia 24(1) 21-25 pdf en línea

- 2002. la Croix, I; JM Bosser; PJ Cribb. The genus Disperis ( Orchidaceae ) in Madagascar, the Comores, the Mascarenes & the Seychelles . Adansonia 24(1) 55-87 pdf en línea

- 2002. Bosser JM. Une nouvelle espèce de Turraea ( Meliaceae ) des Mascareignes. Localisation de T. thouarsiana et identité de T. casimiriana . Adansonia 24(1) 113-116 pdf en línea

- 2002. Bosser JM; J Guého. Deux nouvelles espèces de Pandanus ( Pandanaceae ) de l'île Maurice. Adansonia 24(2) 239-242 pdf en línea[

- 2003. Bosser JM; PJ Cribb. Contribution à l'étude des Orchidaceae de Madagascar, des Comores et des Mascareignes. XXXIV. Bathiorchis , nouveau genre monotypique de Madagascar. Adansonia 25(2) 229-231 pdf en línea

- 2004. Bosser, JM. Contribution à l'étude des Orchidaceae de Madagascar, des Comores et des Mascareignes. XXXIII Adamsonia 26(1) 53-61 [http://www.mnhn.fr/museum/front/medias/publication/2135_a04n1a3.pdfpdf (enlace roto disponible en Internet Archive; véase el historial, la primera versión y la última). en línea]

- 2005. Bosser, JM; R Rabevohitra. Espèces nouvelles dans le genre Dalbergia (Fabaceae, Papilionoideae) à Madagascar. Adamsonia 27(2) 209-216 [http://www.mnhn.fr/museum/front/medias/publication/6852_a05n2a3.pdfpdf (enlace roto disponible en Internet Archive; véase el historial, la primera versión y la última). en línea]

- 2006. Bosser, JM. Contribution à l'étude des Orchidaceae de Madagascar, des Comores et des Mascareignes. XXXV. Description d'un Oeceoclades nouveau de Madagascar, et notes sur trois genres nouveaux pour les Mascareignes. Adamsonia 28(1) 45-54 [http://www.mnhn.fr/museum/front/medias/publication/8186_a06n1a2.pdfpdf (enlace roto disponible en Internet Archive; véase el historial, la primera versión y la última). en línea]

- 2012. Baider, C; FBV Florens; F Rakotoarivelo; J Bosser; T. Pailler. Two new records of Jumellea (Orchidaceae) for Mauritius (Mascarene Islands) and its conservation status. Phytotaxa 52: 21-28

### Libros
- 2007. Hermans, J; C Hermans; D Du Puy; P Cribb; JM Bosser. Orchids of Madagascar. Ed. Royal Botanic Kew 398 p. ISBN 1-84246-133-8

## Honores

### Epónimos
- (Acanthaceae) Anisostachya bosseri Benoist[3]

- (Aizoaceae) Delosperma bosserianum Marais[4]

- (Aloaceae) Aloe bosseri J.-B.Castillon[5]

- (Arecaceae) Dypsis bosseri J.Dransf.[6]

- (Asclepiadaceae) Ceropegia bosseri Rauh & Buchloh[7]

- (Asclepiadaceae) Secamone bosseri Klack.[8]

- (Begoniaceae) Begonia bosseri Keraudren[9]

- (Boraginaceae) Hilsenbergia bosseri J.S.Mill.[10]

- (Cucurbitaceae) Ampelosicyos bosseri (Keraudren) H.Schaef. & S.S.Renner[11]

- (Cyperaceae) Trichoschoenus bosseri J.Raynal[12]

- (Dioscoreaceae) Dioscorea bosseri Haigh & Wilkin[13]

- (Ericaceae) Erica bosseri Dorr[14]

- (Eriocaulaceae) Paepalanthus bosseri (Morat) T.Stützel[15]

- (Euphorbiaceae) Euphorbia bosseri Leandri[16]

- (Lamiaceae) Clerodendrum bosseri Capuron[17]

- (Lamiaceae) Plectranthus bosseri Hedge[18]

- (Leguminosae) Crotalaria bosseri M.Peltier[19]

- (Leguminosae) Indigofera bosseri Du Puy & Labat[20]

- (Menyanthaceae) Nymphoides bosseri A.Raynal[21]

- (Monimiaceae) Tambourissa bosseri Jérémie & Lorence[22]

- (Montiniaceae) Grevea bosseri Letouzey[23]

- (Myrtaceae) Eugenia bosseri J.Guého & A.J.Scott[24]

- (Orchidaceae) Angraecum bosseri Senghas[25]

- (Orchidaceae) Bilabrella bosseriana (Szlach. & Olszewski) Szlach. & Kras-Lap.[26]

- (Orchidaceae) Bulbophyllum bosseri K.Lemcke[27]

- (Orchidaceae) Disperis bosseri la Croix & P.J.Cribb[28]

- (Orchidaceae) Jumellea bosseri Pailler[29]

- (Portulacaceae) Talinella bosseri Appleq.[30]

- (Pteridaceae) Pteris bosseri (Tardieu) Christenh.[31]

- (Rubiaceae) Canthium bosseri Cavaco[32]

- (Rubiaceae) Chassalia bosseri Verdc.[33]

- (Rubiaceae) Peponidium bosseri (Cavaco) Razafim., Lantz & B.Bremer[34]

- (Sterculiaceae) Acropogon bosseri Morat & Chalopin[35]

- (Vitaceae) Cissus bosseri Desc.[36]

- La abreviatura «Bosser» se emplea para indicar a Jean M. Bosser como autoridad en la descripción y clasificación científica de los vegetales.[37]

A enero de 2012 posee 305 registros de sus identificaciones y clasificaciones de nuevas especies, en su mayoría pertenecientes a la familia de Orchidaceae.